# Nols kyrka
Nols kyrka är en kyrkobyggnad i tätorten Nödinge-Nol i Ale kommun. Den tillhör sedan 2008 Starrkärr-Kilanda församling (tidigare Starrkärrs församling) i Göteborgs stift.

## Kyrkobyggnaden
Kyrkan uppfördes 1987 med Nols gamla missionshus som stomme. Arkitekten bakom var Kjell Malmqvist. Kyrkklockan göts på Bergholtz klockgjuteri i Sigtuna. I korets fönster finns en glasmosaik av konstnären Roland Andersson, Alingsås.

## Inventarier
Textilierna i kyrkan är vävda av Christina Westman i Göteborg.

## Orgeln
En orgel med åtta stämmor och två manualer, köptes 1989 in från Kungsholmens gymnasium i Stockholm. Den var tillverkad av Marcussen & Søn. Orgeln såldes 1999 till Skara stift och ersattes med en digital orgel av märket Ahlborn.